# Graveson
Graveson é uma comuna francesa na região administrativa da Provença-Alpes-Costa Azul, no departamento de Bouches-du-Rhône. Estende-se por uma área de 23,54 km². Em 2010 a comuna tinha 4 930 habitantes (densidade: 209,4 hab./km²).